# Llista de topònims de la Cellera de Ter
Llista de topònims (noms propis de lloc) del municipi de la Cellera de Ter, a la Selva
Informació actualitzada per un bot. Els canvis manuals es perdran quan s'actualitzi!

## casa
| imatge | Nom                                       | Ubicat a          | instància de | Detalls                                                  | coordenades                                                                                     | Protecció                                  | Commons (més fotos)                   | Dades a WD                    |
| ------ | ----------------------------------------- | ----------------- | ------------ | -------------------------------------------------------- | ----------------------------------------------------------------------------------------------- | ------------------------------------------ | ------------------------------------- | ----------------------------- |
|        | Ca l'Elisa                                | la Cellera de Ter | casa         | Estil: arquitectura popular                              | 41° 58′ 09″ N, 2° 37′ 15″ E / 41.969115°N,2.620801°E                                            | bé integrant del patrimoni cultural català | Ca l'Elisa                            | Modifica les dades a Wikidata |
|        | Ca la Curta                               | la Cellera de Ter | casa         | Estil: arquitectura popular                              | 41° 58′ 08″ N, 2° 37′ 15″ E / 41.969°N,2.6208333333333336°E                                     | bé integrant del patrimoni cultural català |                                       | Modifica les dades a Wikidata |
|        | Ca la Pola                                | la Cellera de Ter | casa         | Estil: arquitectura popular                              | 41° 58′ 02″ N, 2° 37′ 15″ E / 41.96717°N,2.62076°E ca:Carrer Migdia, 5                          | bé integrant del patrimoni cultural català | Ca la Pola                            | Modifica les dades a Wikidata |
|        | Can Bach                                  | la Cellera de Ter | casa         | Estil: arquitectura popular                              | 41° 58′ 08″ N, 2° 37′ 14″ E / 41.96886°N,2.62049°E                                              | bé integrant del patrimoni cultural català |                                       | Modifica les dades a Wikidata |
|        | Can Campana                               | la Cellera de Ter | casa         | Estil: arquitectura popular                              | 41° 58′ 05″ N, 2° 37′ 15″ E / 41.96799°N,2.62073°E                                              | bé integrant del patrimoni cultural català | Can Campana                           | Modifica les dades a Wikidata |
|        | Can Canova                                | la Cellera de Ter | casa         | Estil: arquitectura popular                              | 41° 58′ 05″ N, 2° 37′ 13″ E / 41.968132°N,2.620153°E ca:Torrent de Sales, 23                    | bé integrant del patrimoni cultural català | Can Canova                            | Modifica les dades a Wikidata |
|        | Can Clascà                                | la Cellera de Ter | casa         | Estil: arquitectura popular                              | 41° 58′ 08″ N, 2° 37′ 23″ E / 41.968911°N,2.623007°E                                            | bé integrant del patrimoni cultural català | Can Clascà                            | Modifica les dades a Wikidata |
|        | Can Comercí                               | la Cellera de Ter | casa         | Estil: arquitectura popular                              | 41° 58′ 04″ N, 2° 37′ 14″ E / 41.967657°N,2.620431°E ca:arrer Joaquim Auseller, 19              | bé integrant del patrimoni cultural català | Can Comercí                           | Modifica les dades a Wikidata |
|        | Can Felip                                 | la Cellera de Ter | casa         | Estil: noucentisme arquitectura popular 1928             | 41° 58′ 14″ N, 2° 37′ 13″ E / 41.97067°N,2.62024°E ca:C. Joaquim Codina, 55 162 msnm            | bé integrant del patrimoni cultural català |                                       | Modifica les dades a Wikidata |
|        | Can Figaric                               | la Cellera de Ter | casa         | Estil: arquitectura popular                              | 41° 58′ 09″ N, 2° 37′ 15″ E / 41.96923°N,2.62071°E ca:Carrer Figaric, 20                        | bé integrant del patrimoni cultural català | Can Figaric                           | Modifica les dades a Wikidata |
|        | Can Llorencic                             | la Cellera de Ter | casa         | Estil: arquitectura popular                              | 41° 58′ 07″ N, 2° 37′ 15″ E / 41.96861°N,2.62094°E                                              | bé integrant del patrimoni cultural català | Can Llorencic                         | Modifica les dades a Wikidata |
|        | Can Manolo                                | la Cellera de Ter | casa         | Estil: arquitectura popular                              | 41° 58′ 09″ N, 2° 37′ 15″ E / 41.969298°N,2.620867°E                                            | bé integrant del patrimoni cultural català | Can Manolo                            | Modifica les dades a Wikidata |
|        | Can Pardalet                              | la Cellera de Ter | casa         | Estil: arquitectura popular Estat: enderrocat o destruït | 41° 58′ 05″ N, 2° 37′ 14″ E / 41.96817°N,2.620645°E                                             | bé integrant del patrimoni cultural català |                                       | Modifica les dades a Wikidata |
|        | Can Paulica                               | la Cellera de Ter | casa         | Estil: arquitectura popular                              | 41° 58′ 05″ N, 2° 37′ 13″ E / 41.967997°N,2.620159°E ca:Carrer d'Amer, 16                       | bé integrant del patrimoni cultural català | Can Paulica                           | Modifica les dades a Wikidata |
|        | Can Peret                                 | la Cellera de Ter | casa         | Estil: arquitectura popular                              | 41° 58′ 05″ N, 2° 37′ 15″ E / 41.968003°N,2.620876°E                                            | bé integrant del patrimoni cultural català | Can Peret (la Cellera de Ter)         | Modifica les dades a Wikidata |
|        | Can Pistola                               | la Cellera de Ter | casa         | Estil: arquitectura popular                              | 41° 58′ 05″ N, 2° 37′ 15″ E / 41.9681°N,2.62077°E ca:Carrer Major, 2                            | bé integrant del patrimoni cultural català | Can Pistola                           | Modifica les dades a Wikidata |
|        | Can Polica                                | la Cellera de Ter | casa         | Estil: arquitectura popular                              | 41° 58′ 09″ N, 2° 37′ 14″ E / 41.969266°N,2.620584°E                                            | bé integrant del patrimoni cultural català | Can Polica                            | Modifica les dades a Wikidata |
|        | Capitell de Ca la Pauleta                 | la Cellera de Ter | casa         |                                                          | 41° 58′ 08″ N, 2° 37′ 14″ E / 41.96887°N,2.62062°E                                              | bé integrant del patrimoni cultural català | Capitell de Ca la Pauleta             | Modifica les dades a Wikidata |
|        | ca l'Oliveres                             | la Cellera de Ter | casa         | Estil: arquitectura popular 18th century                 | 41° 58′ 01″ N, 2° 37′ 15″ E / 41.96699°N,2.62088°E ca:C. d'Avall, 21 159 msnm                   | bé integrant del patrimoni cultural català | Ca l'Oliveres (la Cellera de Ter)     | Modifica les dades a Wikidata |
|        | ca la Manya                               | la Cellera de Ter | casa         | Estil: arquitectura popular 18th century                 | 41° 58′ 08″ N, 2° 37′ 15″ E / 41.96884°N,2.62087°E ca:C. Travessera Estreta 163 msnm            | bé integrant del patrimoni cultural català | Ca la Manya                           | Modifica les dades a Wikidata |
|        | ca la Paula                               | la Cellera de Ter | casa         | Estil: arquitectura popular 19th century                 | 41° 58′ 08″ N, 2° 37′ 23″ E / 41.96885°N,2.62305°E ca:C. Joaquim Codina, 26 157 msnm            | bé integrant del patrimoni cultural català | Ca la Paula (la Cellera de Ter)       | Modifica les dades a Wikidata |
|        | cal Cisteller                             | la Cellera de Ter | casa         | Estil: arquitectura popular 19th century                 | 41° 58′ 08″ N, 2° 37′ 13″ E / 41.96876°N,2.62014°E ca:C. d'Amunt, 12 164 msnm                   | bé integrant del patrimoni cultural català | Cal Cisteller (la Cellera de Ter)     | Modifica les dades a Wikidata |
|        | cal Ferrer                                | la Cellera de Ter | casa         | Estil: arquitectura popular 18th century                 | 41° 58′ 01″ N, 2° 37′ 16″ E / 41.96703°N,2.62103°E ca:C. d'Avall, 17-19 158 msnm                | bé integrant del patrimoni cultural català | Cal Ferrer (la Cellera de Ter)        | Modifica les dades a Wikidata |
|        | can Cirera                                | la Cellera de Ter | casa         | Estil: arquitectura popular 16th century                 | 41° 58′ 08″ N, 2° 37′ 13″ E / 41.96883°N,2.62025°E ca:C. d'Amunt, 10 164 msnm                   | bé integrant del patrimoni cultural català | Can Cirera (la Cellera de Ter)        | Modifica les dades a Wikidata |
|        | can Dalmau                                | la Cellera de Ter | casa         | Estil: arquitectura popular 17th century                 | 41° 58′ 07″ N, 2° 37′ 15″ E / 41.96865°N,2.62073°E ca:Plaça de la Vila, 1 161 msnm              | bé integrant del patrimoni cultural català | Can Dalmau (la Cellera de Ter)        | Modifica les dades a Wikidata |
|        | can Farrés                                | la Cellera de Ter | casa         | Estil: arquitectura popular 19th century                 | 41° 58′ 08″ N, 2° 37′ 14″ E / 41.968935°N,2.620498°E ca:C. d'Amunt, 2 163 msnm                  | bé integrant del patrimoni cultural català | Can Farrés (la Cellera de Ter)        | Modifica les dades a Wikidata |
|        | can Felip del carrer Dr. Calix Noguer     | la Cellera de Ter | casa         | Estil: arquitectura popular 18th century                 | 41° 58′ 04″ N, 2° 37′ 16″ E / 41.967711°N,2.621197°E ca:C. Dr. Calix Noguer, 2-4-6 159 msnm     | bé integrant del patrimoni cultural català | Can Felip del carrer Dr. Calix Noguer | Modifica les dades a Wikidata |
|        | can Font                                  | la Cellera de Ter | casa         | Estil: arquitectura popular 18th century                 | 41° 58′ 10″ N, 2° 37′ 17″ E / 41.969357°N,2.62136°E ca:Pl. de l'Església, 8 159 msnm            | bé integrant del patrimoni cultural català | Can Font (la Cellera de Ter)          | Modifica les dades a Wikidata |
|        | can Macià                                 | la Cellera de Ter | casa         | Estil: arquitectura popular 17th century                 | 41° 58′ 06″ N, 2° 37′ 15″ E / 41.96847°N,2.62084°E ca:Plaça de la Vila, 15 161 msnm             | bé integrant del patrimoni cultural català | Can Macià (la Cellera de Ter)         | Modifica les dades a Wikidata |
|        | can Segarra                               | la Cellera de Ter | casa         | Estil: arquitectura popular 19th century                 | 41° 58′ 08″ N, 2° 37′ 15″ E / 41.968975°N,2.620782°E ca:C. Travessera de l'Església, 1 163 msnm | bé integrant del patrimoni cultural català | Can Segarra (la Cellera de Ter)       | Modifica les dades a Wikidata |
|        | can Vadó                                  | la Cellera de Ter | casa         | Estil: arquitectura popular 18th century                 | 41° 58′ 04″ N, 2° 37′ 16″ E / 41.96789°N,2.6211°E ca:C. Major, 11 160 msnm                      | bé integrant del patrimoni cultural català | Can Vadó (la Cellera de Ter)          | Modifica les dades a Wikidata |
|        | can Valls                                 | la Cellera de Ter | casa         | Estil: arquitectura popular 17th century                 | 41° 58′ 08″ N, 2° 37′ 13″ E / 41.968909°N,2.620407°E ca:C. d'Amunt, 4 163 msnm                  | bé integrant del patrimoni cultural català | Can Valls (la Cellera de Ter)         | Modifica les dades a Wikidata |
|        | el Diaconil                               | la Cellera de Ter | casa         | Estil: arquitectura popular                              | 41° 58′ 09″ N, 2° 37′ 17″ E / 41.969251°N,2.621286°E ca:Plaça de l'Església, 9-10               | bé integrant del patrimoni cultural català | El Diaconil                           | Modifica les dades a Wikidata |
|        | habitatge a la travessera del Torrent, 25 | la Cellera de Ter | casa         | Estil: arquitectura popular                              | 41° 58′ 05″ N, 2° 36′ 27″ E / 41.96805°N,2.60746°E                                              | bé integrant del patrimoni cultural català |                                       | Modifica les dades a Wikidata |

## central elèctrica
| imatge | Nom                | Ubicat a          | instància de      | Detalls                                  | coordenades                                                 | Protecció                                  | Commons (més fotos) | Dades a WD                    |
| ------ | ------------------ | ----------------- | ----------------- | ---------------------------------------- | ----------------------------------------------------------- | ------------------------------------------ | ------------------- | ----------------------------- |
|        | Central d'en Faria | la Cellera de Ter | central elèctrica | Estil: arquitectura popular              | 41° 57′ 03″ N, 2° 36′ 39″ E / 41.95097°N,2.6107°E           | bé integrant del patrimoni cultural català |                     | Modifica les dades a Wikidata |
|        | Central d'en Ribes | la Cellera de Ter | central elèctrica | Estil: arquitectura popular 20th century | 41° 58′ 34″ N, 2° 37′ 25″ E / 41.97624°N,2.62361°E 153 msnm | bé integrant del patrimoni cultural català | Central d'en Ribes  | Modifica les dades a Wikidata |

## curs d'aigua
| imatge | Nom          | Ubicat a                                                  | instància de               | Detalls                                                 | coordenades                                                                                              | Protecció | Commons (més fotos) | Dades a WD                    |
| ------ | ------------ | --------------------------------------------------------- | -------------------------- | ------------------------------------------------------- | --- | --------- | ------------------- | ----------------------------- |
|        | Ter          | Ripollès Osona Selva Gironès Baix Empordà                 | curs d'aigua riu principal | Desemboca: mar Mediterrània Llarg: 208km Conca: 3010km² | 42° 25′ 40″ N, 2° 15′ 24″ E / 42.427778°N,2.256667°E 42° 01′ 24″ N, 3° 11′ 31″ E / 42.02347°N,3.19187°E  |           | Ter River           | Modifica les dades a Wikidata |
|        | riera d'Osor | Sant Hilari Sacalm Osor Susqueda la Cellera de Ter Anglès | curs d'aigua               | Desemboca: Ter Llarg: 29.5km                            | 41° 52′ 18″ N, 2° 28′ 13″ E / 41.871642°N,2.47038°E 41° 57′ 43″ N, 2° 37′ 52″ E / 41.961947°N,2.631108°E |           | Riera d'Osor        | Modifica les dades a Wikidata |

## edifici
| imatge | Nom                                    | Ubicat a          | instància de | Detalls                                              | coordenades                                                                                          | Protecció                                  | Commons (més fotos)                                    | Dades a WD                    |
| ------ | -------------------------------------- | ----------------- | ------------ | ---------------------------------------------------- | --- | ------------------------------------------ | ------------------------------------------------------ | ----------------------------- |
|        | Ajuntament Vell de la Cellera de Ter   | la Cellera de Ter | edifici      | Estil: arquitectura popular                          | 41° 58′ 06″ N, 2° 37′ 15″ E / 41.96836°N,2.62085°E ca:Plaça de la Vila, 13 161 msnm                  | bé integrant del patrimoni cultural català | Ajuntament Vell (la Cellera de Ter)                    | Modifica les dades a Wikidata |
|        | Antiga ferreria al Coll de la Palomera | la Cellera de Ter | edifici      | Estat: ruïnós                                        | 41° 58′ 23″ N, 2° 36′ 08″ E / 41.97292°N,2.60234°E ca:Coll de la Palomera 371 msnm                   |                                            | Antiga ferreria al Coll de la Palomera                 | Modifica les dades a Wikidata |
|        | Convent de les Germanes Carmelites     | la Cellera de Ter | edifici      | Estil: arquitectura popular                          | 41° 58′ 08″ N, 2° 37′ 17″ E / 41.968997°N,2.621399°E ca:Plaça de l'Església, 3                       | bé integrant del patrimoni cultural català | Convent de les Germanes Carmelites (la Cellera de Ter) | Modifica les dades a Wikidata |
|        | Escola antiga del Pasteral             | la Cellera de Ter | edifici      | Estil: noucentisme arquitectura popular 20th century | 41° 59′ 10″ N, 2° 36′ 36″ E / 41.98605°N,2.60988°E ca:C. de les Brugueres, 4-5, el Pasteral 172 msnm | bé integrant del patrimoni cultural català | Escola antiga del Pasteral                             | Modifica les dades a Wikidata |
|        | Escola d'Art el Pasteral               | la Cellera de Ter | edifici      | Estil: arquitectura popular 19th century             | 41° 59′ 03″ N, 2° 36′ 20″ E / 41.9842°N,2.60559°E ca:Carretera C-63, el Pasteral 177 msnm            | bé cultural d'interès local                | Escola d'Art el Pasteral                               | Modifica les dades a Wikidata |

## entitat singular de població
| imatge | Nom               | Ubicat a          | instància de                                                                   | Detalls  | coordenades                                                       | Protecció | Commons (més fotos) | Dades a WD                    |
| ------ | ----------------- | ----------------- | ------------------------------------------------------------------------------ | -------- | ----------------------------------------------------------------- | --------- | ------------------- | ----------------------------- |
|        | Plademunt         | la Cellera de Ter | entitat singular de població                                                   | 79 hab   | 41° 58′ 37″ N, 2° 36′ 46″ E / 41.976826°N,2.612833°E 193 msnm     |           |                     | Modifica les dades a Wikidata |
|        | Pladevall         | la Cellera de Ter | entitat singular de població                                                   | 125 hab  | 41° 57′ 39″ N, 2° 37′ 22″ E / 41.96095556°N,2.62281389°E 193 msnm |           |                     | Modifica les dades a Wikidata |
|        | el Pasteral       | la Cellera de Ter | entitat singular de població                                                   | 57 hab   | 41° 59′ 10″ N, 2° 36′ 55″ E / 41.98618611°N,2.61530278°E 172 msnm |           |                     | Modifica les dades a Wikidata |
|        | la Cellera de Ter | la Cellera de Ter | entitat singular de població ens local històric de Catalunya capital municipal | 1752 hab | 41° 58′ 05″ N, 2° 37′ 07″ E / 41.96795201°N,2.61857962°E 180 msnm |           |                     | Modifica les dades a Wikidata |

## església
| imatge | Nom                                | Ubicat a          | instància de | Detalls                                                  | coordenades                                                 | Protecció                                  | Commons (més fotos)               | Dades a WD                    |
| ------ | ---------------------------------- | ----------------- | ------------ | -------------------------------------------------------- | ----------------------------------------------------------- | ------------------------------------------ | --------------------------------- | ----------------------------- |
|        | Santa Margarida de Puigpardina     | la Cellera de Ter | església     | Estil: arquitectura popular Estat: enderrocat o destruït |                                                             | bé integrant del patrimoni cultural català |                                   | Modifica les dades a Wikidata |
|        | Santa Maria de Sales de la Cellera | la Cellera de Ter | església     |                                                          | 41° 58′ 09″ N, 2° 37′ 16″ E / 41.96903°N,2.62104°E 161 msnm | bé integrant del patrimoni cultural català | Mare de Déu de Sales              | Modifica les dades a Wikidata |
|        | Sants Just i Pastor de la Cellera  | la Cellera de Ter | església     |                                                          | 41° 58′ 59″ N, 2° 37′ 15″ E / 41.98314°N,2.62081°E          | bé integrant del patrimoni cultural català | Sants Just i Pastor de la Cellera | Modifica les dades a Wikidata |

## masia
| imatge | Nom                      | Ubicat a          | instància de | Detalls                                      | coordenades                                                                                              | Protecció                                  | Commons (més fotos)              | Dades a WD                    |
| ------ | ------------------------ | ----------------- | ------------ | -------------------------------------------- | --- | ------------------------------------------ | -------------------------------- | ----------------------------- |
|        | Becdejuvell              | la Cellera de Ter | masia        |                                              | 41° 57′ 51″ N, 2° 36′ 12″ E / 41.9642584810386°N,2.60327775963522°E                                      |                                            |                                  | Modifica les dades a Wikidata |
|        | Ca l'Eugasser            | la Cellera de Ter | masia        |                                              | 41° 58′ 21″ N, 2° 34′ 48″ E / 41.97241260067°N,2.5800665125979°E                                         |                                            |                                  | Modifica les dades a Wikidata |
|        | Can Becdejú              | la Cellera de Ter | masia        | Estil: arquitectura popular                  | 41° 57′ 59″ N, 2° 36′ 57″ E / 41.96652°N,2.61582°E ca:Carrer de Becdejú                                  | bé integrant del patrimoni cultural català |                                  | Modifica les dades a Wikidata |
|        | Can Benet Gros           | la Cellera de Ter | masia        |                                              | 41° 59′ 07″ N, 2° 37′ 21″ E / 41.9853811983954°N,2.62258246278159°E                                      |                                            |                                  | Modifica les dades a Wikidata |
|        | Can Bertran              | la Cellera de Ter | masia        |                                              | 41° 58′ 04″ N, 2° 36′ 43″ E / 41.9676834690608°N,2.61189762077865°E                                      |                                            |                                  | Modifica les dades a Wikidata |
|        | Can Carreres             | la Cellera de Ter | masia        | Estil: arquitectura popular 17th century     | 41° 59′ 07″ N, 2° 36′ 22″ E / 41.98531°N,2.6062°E ca:El Pasteral 175 msnm                                | bé integrant del patrimoni cultural català | Can Carreres (la Cellera de Ter) | Modifica les dades a Wikidata |
|        | Can Clos                 | la Cellera de Ter | masia        | Estil: arquitectura popular 16th century     | 41° 58′ 42″ N, 2° 36′ 37″ E / 41.97833333333333°N,2.6102777777777777°E ca:Plademunt 181 msnm             | bé integrant del patrimoni cultural català | Can Clos (la Cellera de Ter)     | Modifica les dades a Wikidata |
|        | Can Crist                | la Cellera de Ter | masia        |                                              | 41° 57′ 49″ N, 2° 37′ 00″ E / 41.9636105651025°N,2.61670119678666°E                                      |                                            |                                  | Modifica les dades a Wikidata |
|        | Can Lamps                | la Cellera de Ter | masia        |                                              | 41° 57′ 38″ N, 2° 37′ 43″ E / 41.9604429552795°N,2.62849779320568°E                                      |                                            |                                  | Modifica les dades a Wikidata |
|        | Can Lloret               | la Cellera de Ter | masia        |                                              | 41° 59′ 00″ N, 2° 37′ 05″ E / 41.9832856465315°N,2.61804386896837°E                                      |                                            |                                  | Modifica les dades a Wikidata |
|        | Can Martra               | la Cellera de Ter | masia        |                                              | 41° 57′ 24″ N, 2° 37′ 12″ E / 41.9566320084441°N,2.61990444079628°E                                      |                                            |                                  | Modifica les dades a Wikidata |
|        | Can Moner                | Plademunt         | masia        | Estil: arquitectura popular 15th century     | 41° 58′ 35″ N, 2° 36′ 48″ E / 41.97633°N,2.61324°E 193 msnm                                              | bé integrant del patrimoni cultural català | Can Moner (la Cellera de Ter)    | Modifica les dades a Wikidata |
|        | Can Pixerrelles          | la Cellera de Ter | masia        | Estil: arquitectura popular                  | 41° 58′ 48″ N, 2° 37′ 01″ E / 41.98004°N,2.61705°E                                                       | bé integrant del patrimoni cultural català |                                  | Modifica les dades a Wikidata |
|        | Can Pla                  | la Cellera de Ter | masia        | Estil: arquitectura popular                  | 41° 58′ 32″ N, 2° 37′ 19″ E / 41.97552°N,2.62182°E                                                       | bé integrant del patrimoni cultural català |                                  | Modifica les dades a Wikidata |
|        | Can Puig                 | la Cellera de Ter | masia        | Estil: arquitectura popular                  | 41° 57′ 53″ N, 2° 37′ 14″ E / 41.96461°N,2.62051°E ca:Camí de la Font Picant, que surt del sud del poble | bé integrant del patrimoni cultural català |                                  | Modifica les dades a Wikidata |
|        | Can Puigdefrou           | la Cellera de Ter | masia        |                                              | 41° 57′ 46″ N, 2° 36′ 17″ E / 41.9628944032565°N,2.60471020852872°E                                      |                                            |                                  | Modifica les dades a Wikidata |
|        | Can Ribes                | la Cellera de Ter | masia        | Estil: arquitectura popular 16th century     | 41° 58′ 46″ N, 2° 37′ 23″ E / 41.97949°N,2.623°E 168 msnm                                                | bé integrant del patrimoni cultural català | Can Ribes (la Cellera de Ter)    | Modifica les dades a Wikidata |
|        | Can Riera                | la Cellera de Ter | masia        |                                              | 41° 58′ 31″ N, 2° 35′ 42″ E / 41.9751992680797°N,2.59486949255018°E                                      |                                            |                                  | Modifica les dades a Wikidata |
|        | Can Roca                 | la Cellera de Ter | masia        | Estil: arquitectura popular                  | 41° 58′ 18″ N, 2° 37′ 15″ E / 41.97163°N,2.62075°E ca:Carrer Joaquim Costa, 67                           | bé integrant del patrimoni cultural català |                                  | Modifica les dades a Wikidata |
|        | Can Romegueres           | la Cellera de Ter | masia        |                                              | 41° 57′ 35″ N, 2° 37′ 20″ E / 41.9595941961269°N,2.62232438521079°E                                      |                                            |                                  | Modifica les dades a Wikidata |
|        | Can Roseta Santa         | la Cellera de Ter | masia        |                                              | 41° 57′ 22″ N, 2° 37′ 14″ E / 41.9560131112588°N,2.62068036721603°E                                      |                                            |                                  | Modifica les dades a Wikidata |
|        | Can Roure                | la Cellera de Ter | masia        |                                              | 41° 58′ 38″ N, 2° 36′ 47″ E / 41.9772258382898°N,2.61316743151468°E                                      |                                            |                                  | Modifica les dades a Wikidata |
|        | Can Sabenc               | la Cellera de Ter | masia        | Estil: arquitectura popular                  | 41° 58′ 04″ N, 2° 37′ 18″ E / 41.96774°N,2.62166°E                                                       | bé integrant del patrimoni cultural català | Can Sabenc                       | Modifica les dades a Wikidata |
|        | Can Serinyà              | la Cellera de Ter | masia        |                                              | 41° 57′ 26″ N, 2° 37′ 26″ E / 41.9570956859891°N,2.62395606125822°E                                      |                                            |                                  | Modifica les dades a Wikidata |
|        | Can Serra                | la Cellera de Ter | masia        |                                              | 41° 57′ 47″ N, 2° 34′ 42″ E / 41.9631156861274°N,2.57830465758367°E                                      |                                            |                                  | Modifica les dades a Wikidata |
|        | Can Torre                | la Cellera de Ter | masia        |                                              | 41° 58′ 32″ N, 2° 37′ 06″ E / 41.9756133529926°N,2.61846388821702°E                                      |                                            |                                  | Modifica les dades a Wikidata |
|        | Can Torre de Plantadís   | la Cellera de Ter | masia        | Estil: arquitectura popular                  | 41° 58′ 13″ N, 2° 35′ 15″ E / 41.970297°N,2.587401°E                                                     | bé integrant del patrimoni cultural català | Can Torre de Plantadís           | Modifica les dades a Wikidata |
|        | Can Torre de la Muntanya | la Cellera de Ter | masia        |                                              | 41° 58′ 34″ N, 2° 35′ 42″ E / 41.9761277020555°N,2.59508087165582°E                                      |                                            |                                  | Modifica les dades a Wikidata |
|        | Can Trusa                | la Cellera de Ter | masia        |                                              | 41° 57′ 26″ N, 2° 37′ 19″ E / 41.9572870929176°N,2.62190360880577°E                                      |                                            |                                  | Modifica les dades a Wikidata |
|        | Can Veguer               | la Cellera de Ter | masia        |                                              | 41° 58′ 00″ N, 2° 36′ 56″ E / 41.9666329629142°N,2.61554865135909°E                                      |                                            |                                  | Modifica les dades a Wikidata |
|        | Can Vernis               | la Cellera de Ter | masia        | Estil: arquitectura popular                  | 41° 58′ 26″ N, 2° 37′ 15″ E / 41.973867°N,2.620959°E                                                     | bé integrant del patrimoni cultural català | Can Vernis                       | Modifica les dades a Wikidata |
|        | Can Vinyoles             | la Cellera de Ter | masia        | Estil: arquitectura popular                  | 41° 57′ 43″ N, 2° 37′ 35″ E / 41.96182°N,2.62627°E                                                       | bé integrant del patrimoni cultural català |                                  | Modifica les dades a Wikidata |
|        | Can Vinyoles del Foconer | la Cellera de Ter | masia        |                                              | 41° 57′ 48″ N, 2° 37′ 28″ E / 41.9634292556376°N,2.62452221084208°E                                      |                                            |                                  | Modifica les dades a Wikidata |
|        | Mas Rauriques            | la Cellera de Ter | masia        | Estil: arquitectura popular                  | 41° 57′ 42″ N, 2° 37′ 13″ E / 41.96154°N,2.62026°E                                                       | bé integrant del patrimoni cultural català |                                  | Modifica les dades a Wikidata |
|        | Palou                    | la Cellera de Ter | masia        |                                              | 41° 57′ 30″ N, 2° 37′ 03″ E / 41.9582004989214°N,2.61759036112007°E                                      |                                            |                                  | Modifica les dades a Wikidata |
|        | Vinyoles d'Amunt         | la Cellera de Ter | masia        | Estil: arquitectura popular                  | 41° 58′ 27″ N, 2° 36′ 47″ E / 41.97419°N,2.61293°E                                                       | bé integrant del patrimoni cultural català |                                  | Modifica les dades a Wikidata |
|        | Vinyoles d'Avall         | la Cellera de Ter | masia        | Estil: arquitectura popular                  | 41° 58′ 25″ N, 2° 36′ 58″ E / 41.97349°N,2.61614°E                                                       | bé integrant del patrimoni cultural català |                                  | Modifica les dades a Wikidata |
|        | can Vinyes               | la Cellera de Ter | masia        | Estil: arquitectura popular 16th century     | 41° 58′ 15″ N, 2° 36′ 52″ E / 41.97072°N,2.61439°E ca:Camí de Plantadís 219 msnm                         | bé integrant del patrimoni cultural català | Can Vinyes (la Cellera de Ter)   | Modifica les dades a Wikidata |
|        | el Gorners               | la Cellera de Ter | masia        |                                              | 41° 58′ 07″ N, 2° 34′ 54″ E / 41.9685591750277°N,2.58170835266946°E                                      |                                            |                                  | Modifica les dades a Wikidata |
|        | el Gornés                | la Cellera de Ter | masia        | Estil: arquitectura popular Estat: bon estat | | bé integrant del patrimoni cultural català |                                  | Modifica les dades a Wikidata |
|        | el Majol                 | la Cellera de Ter | masia        |                                              | 41° 58′ 19″ N, 2° 36′ 37″ E / 41.9718844800772°N,2.61038758541285°E                                      |                                            |                                  | Modifica les dades a Wikidata |
|        | el Morer                 | la Cellera de Ter | masia        |                                              | 41° 58′ 17″ N, 2° 34′ 24″ E / 41.9714109157918°N,2.5734463710938°E                                       |                                            |                                  | Modifica les dades a Wikidata |
|        | el Vilar                 | la Cellera de Ter | masia        |                                              | 41° 58′ 59″ N, 2° 36′ 37″ E / 41.983151276778°N,2.61022233245554°E                                       |                                            |                                  | Modifica les dades a Wikidata |
|        | la Fanera                | la Cellera de Ter | masia        | Estil: arquitectura popular                  | 41° 57′ 13″ N, 2° 36′ 58″ E / 41.95367°N,2.61601°E                                                       | bé integrant del patrimoni cultural català |                                  | Modifica les dades a Wikidata |
|        | la Fenosa                | la Cellera de Ter | masia        |                                              | 41° 57′ 13″ N, 2° 36′ 56″ E / 41.9537357370037°N,2.61566236550644°E                                      |                                            |                                  | Modifica les dades a Wikidata |
|        | la Pedrera               | la Cellera de Ter | masia        |                                              | 41° 58′ 37″ N, 2° 36′ 19″ E / 41.9769019200748°N,2.60532367683333°E                                      |                                            |                                  | Modifica les dades a Wikidata |
|        | la Piconera              | la Cellera de Ter | masia        |                                              | 41° 57′ 43″ N, 2° 37′ 35″ E / 41.962012050337°N,2.62631652466594°E                                       |                                            |                                  | Modifica les dades a Wikidata |
|        | la Rovira                | la Cellera de Ter | masia        | Estil: arquitectura popular 16th century     | 41° 58′ 32″ N, 2° 37′ 05″ E / 41.97546°N,2.61815°E ca:La Rovira, 32 180 msnm                             | bé integrant del patrimoni cultural català | La Rovira (la Cellera de Ter)    | Modifica les dades a Wikidata |
|        | les Oficines             | la Cellera de Ter | masia        |                                              | 41° 58′ 44″ N, 2° 35′ 14″ E / 41.9790272989112°N,2.5873372361307°E                                       |                                            |                                  | Modifica les dades a Wikidata |
|        | les Risseques            | la Cellera de Ter | masia        |                                              | 41° 57′ 27″ N, 2° 37′ 24″ E / 41.9573996931746°N,2.62327854153309°E                                      |                                            |                                  | Modifica les dades a Wikidata |

## molí d'aigua
| imatge | Nom                | Ubicat a          | instància de | Detalls                     | coordenades                                                         | Protecció                                  | Commons (més fotos) | Dades a WD                    |
| ------ | ------------------ | ----------------- | ------------ | --------------------------- | ------------------------------------------------------------------- | ------------------------------------------ | ------------------- | ----------------------------- |
|        | Molí de la Pardina | la Cellera de Ter | molí d'aigua | Estil: arquitectura popular | 41° 58′ 23″ N, 2° 37′ 21″ E / 41.97308°N,2.62258°E                  | bé integrant del patrimoni cultural català |                     | Modifica les dades a Wikidata |
|        | el Molí            | la Cellera de Ter | molí d'aigua |                             | 41° 58′ 28″ N, 2° 37′ 30″ E / 41.9745628959801°N,2.62493961930478°E |                                            |                     | Modifica les dades a Wikidata |

## muntanya
| imatge | Nom                              | Ubicat a               | instància de | Detalls | coordenades                                                       | Protecció | Commons (més fotos)              | Dades a WD                    |
| ------ | -------------------------------- | ---------------------- | ------------ | ------- | ----------------------------------------------------------------- | --------- | -------------------------------- | ----------------------------- |
|        | Esquei d'en Pujol                | la Cellera de Ter      | muntanya     |         | 41° 57′ 51″ N, 2° 36′ 26″ E / 41.96423611°N,2.60717222°E 400 msnm |           |                                  | Modifica les dades a Wikidata |
|        | Muntanya de Canet                | la Cellera de Ter      | muntanya     |         | 41° 58′ 50″ N, 2° 36′ 10″ E / 41.9806°N,2.60286°E 347.8 msnm      |           |                                  | Modifica les dades a Wikidata |
|        | Pedra Jugadora                   | Osor la Cellera de Ter | muntanya     |         | 41° 58′ 13″ N, 2° 33′ 57″ E / 41.9703°N,2.56594°E 1053.6 msnm     |           |                                  | Modifica les dades a Wikidata |
|        | Puigdefrou                       | la Cellera de Ter Osor | muntanya     |         | 41° 57′ 49″ N, 2° 35′ 33″ E / 41.963543°N,2.592501°E 839 msnm     |           |                                  | Modifica les dades a Wikidata |
|        | Sant Gregori (la Cellera de Ter) | Osor la Cellera de Ter | muntanya     |         | 41° 57′ 52″ N, 2° 34′ 16″ E / 41.96456667°N,2.571°E 1091 msnm     |           | Sant Gregori (la Cellera de Ter) | Modifica les dades a Wikidata |
|        | l'Esquellica                     | la Cellera de Ter      | muntanya     |         | 41° 57′ 43″ N, 2° 36′ 29″ E / 41.96205278°N,2.60807222°E 425 msnm |           |                                  | Modifica les dades a Wikidata |

## nucli de població
| imatge | Nom       | Ubicat a          | instància de      | Detalls | coordenades                                                         | Protecció | Commons (més fotos) | Dades a WD                    |
| ------ | --------- | ----------------- | ----------------- | ------- | ------------------------------------------------------------------- | --------- | ------------------- | ----------------------------- |
|        | Can Xacó  | la Cellera de Ter | nucli de població |         | 41° 57′ 55″ N, 2° 37′ 00″ E / 41.9652587182955°N,2.61667924984459°E |           |                     | Modifica les dades a Wikidata |
|        | Plantadís | la Cellera de Ter | nucli de població |         | 41° 58′ 13″ N, 2° 35′ 15″ E / 41.97030833°N,2.58738611°E 429.5 msnm |           |                     | Modifica les dades a Wikidata |

## oratori
| imatge | Nom                             | Ubicat a          | instància de | Detalls                     | coordenades                                        | Protecció                                  | Commons (més fotos)             | Dades a WD                    |
| ------ | ------------------------------- | ----------------- | ------------ | --------------------------- | -------------------------------------------------- | ------------------------------------------ | ------------------------------- | ----------------------------- |
|        | Oratori de Sant Benet de Palerm | la Cellera de Ter | oratori      | Estil: arquitectura popular | 41° 58′ 25″ N, 2° 37′ 05″ E / 41.97355°N,2.61818°E | bé integrant del patrimoni cultural català | Oratori de Sant Benet de Palerm | Modifica les dades a Wikidata |
|        | Oratori de Sant Pelegrí         | la Cellera de Ter | oratori      | Estil: arquitectura popular | 41° 58′ 14″ N, 2° 36′ 55″ E / 41.97055°N,2.61538°E | bé integrant del patrimoni cultural català | Oratori de Sant Pelegrí         | Modifica les dades a Wikidata |

## pedrera
| imatge | Nom                            | Ubicat a          | instància de | Detalls | coordenades                                                         | Protecció | Commons (més fotos) | Dades a WD                    |
| ------ | ------------------------------ | ----------------- | ------------ | ------- | ------------------------------------------------------------------- | --------- | ------------------- | ----------------------------- |
|        | Pedrera de Colldegria          | la Cellera de Ter | pedrera      |         | 41° 58′ 37″ N, 2° 36′ 19″ E / 41.9768748165879°N,2.60529970352078°E |           |                     | Modifica les dades a Wikidata |
|        | Pedrera de l'Esquei d'en Pujol | la Cellera de Ter | pedrera      |         | 41° 57′ 48″ N, 2° 36′ 29″ E / 41.9634191102327°N,2.60801353837979°E |           |                     | Modifica les dades a Wikidata |
|        | Pedrera de la Font de l'Arç    | la Cellera de Ter | pedrera      |         | 41° 58′ 01″ N, 2° 36′ 13″ E / 41.9670514555721°N,2.60353800653158°E |           |                     | Modifica les dades a Wikidata |
|        | Pedrera de la Palomera         | la Cellera de Ter | pedrera      |         | 41° 58′ 18″ N, 2° 36′ 08″ E / 41.9716313804647°N,2.60224232662893°E |           |                     | Modifica les dades a Wikidata |

## polígon industrial
| imatge | Nom                                     | Ubicat a          | instància de       | Detalls | coordenades                                                         | Protecció | Commons (més fotos) | Dades a WD                    |
| ------ | --------------------------------------- | ----------------- | ------------------ | ------- | ------------------------------------------------------------------- | --------- | ------------------- | ----------------------------- |
|        | Polígon industrial La Ruïra             | la Cellera de Ter | polígon industrial |         | 41° 58′ 26″ N, 2° 37′ 06″ E / 41.9738204551929°N,2.61829354250629°E |           |                     | Modifica les dades a Wikidata |
|        | Polígon industrial de la Cellera de Ter | la Cellera de Ter | polígon industrial |         | 41° 58′ 16″ N, 2° 37′ 31″ E / 41.9711863181239°N,2.62522495172909°E |           |                     | Modifica les dades a Wikidata |

## serra
| imatge | Nom                | Ubicat a               | instància de | Detalls | coordenades                                                       | Protecció | Commons (més fotos) | Dades a WD                    |
| ------ | ------------------ | ---------------------- | ------------ | ------- | ----------------------------------------------------------------- | --------- | ------------------- | ----------------------------- |
|        | serra de Turonell  | la Cellera de Ter Osor | serra        |         | 41° 57′ 47″ N, 2° 34′ 47″ E / 41.96291667°N,2.579825°E            |           |                     | Modifica les dades a Wikidata |
|        | serrat del Formigó | la Cellera de Ter      | serra        |         | 41° 58′ 34″ N, 2° 35′ 04″ E / 41.97597778°N,2.58453583°E 750 msnm |           |                     | Modifica les dades a Wikidata |

## Misc
| imatge | Nom                                      | Ubicat a          | instància de      | Detalls                                     | coordenades                                                                                       | Protecció                                  | Commons (més fotos)                                | Dades a WD                    |
| ------ | ---------------------------------------- | ----------------- | ----------------- | ------------------------------------------- | ------------------------------------------------------------------------------------------------- | ------------------------------------------ | -------------------------------------------------- | ----------------------------- |
|        | Cementiri Municipal de la Cellera de Ter | la Cellera de Ter | cementiri         | Estil: arquitectura popular 19th century    | 41° 57′ 52″ N, 2° 37′ 35″ E / 41.96454°N,2.62642°E ca:Al sud - est del nucli de població 149 msnm | bé integrant del patrimoni cultural català | Cementiri Municipal (la Cellera de Ter)            | Modifica les dades a Wikidata |
|        | La Mina de Can Francisco                 | la Cellera de Ter | mina              | Estil: arquitectura popular 18th century    | 41° 58′ 51″ N, 2° 36′ 28″ E / 41.98079°N,2.60766°E ca:Can Francisco                               | bé integrant del patrimoni cultural català |                                                    | Modifica les dades a Wikidata |
|        | canal de la Burés                        | la Cellera de Ter | canal             | Estil: arquitectura popular 20th century    | 41° 58′ 30″ N, 2° 37′ 27″ E / 41.97493°N,2.62405°E 152 msnm                                       | bé integrant del patrimoni cultural català | Canal de la Burés                                  | Modifica les dades a Wikidata |
|        | casa consistorial de la Cellera de Ter   | la Cellera de Ter | casa consistorial |                                             | 41° 58′ 02″ N, 2° 37′ 19″ E / 41.9672825°N,2.6219215°E                                            |                                            |                                                    | Modifica les dades a Wikidata |
|        | coves del Pasteral                       | la Cellera de Ter | cova              |                                             | 41° 58′ 55″ N, 2° 36′ 21″ E / 41.98200046867853°N,2.605948448181153°E                             |                                            | Coves del Pasteral                                 | Modifica les dades a Wikidata |
|        | creu de la plaça de l'Església           | la Cellera de Ter | creu de terme     | Estil: arquitectura modernista 20th century | 41° 58′ 09″ N, 2° 37′ 17″ E / 41.969139°N,2.621316°E ca:Plaça de l'Església 159 msnm              | bé integrant del patrimoni cultural català | Creu de la plaça de l'Església (la Cellera de Ter) | Modifica les dades a Wikidata |
|        | dolmen de Colldegria                     | la Cellera de Ter | dolmen            |                                             | 41° 58′ 41″ N, 2° 36′ 17″ E / 41.97804458018949°N,2.6048326492309575°E                            |                                            | Dolmen de Colldegria                               | Modifica les dades a Wikidata |
|        | pantà del Pasteral                       | la Cellera de Ter | embassament       | Superfície: 34.6ha Volum: 2hm³ Conca: 23km² | 41° 59′ 04″ N, 2° 36′ 04″ E / 41.98443056°N,2.60118889°E 189 msnm                                 |                                            | Pantà del Pasteral                                 | Modifica les dades a Wikidata |